# Домбрувка (Поддембицький повіт)
Домбрувка (пол. Dąbrówka) — село в Польщі, у гміні Задзім Поддембицького повіту Лодзинського воєводства.
Населення — 163 особи (2011).
У 1975-1998 роках село належало до Серадзького воєводства.

## Демографія
Демографічна структура станом на 31 березня 2011 року:
|          | Загалом | Допрацездатний вік | Працездатний вік | Постпрацездатний вік |
| -------- | ------- | ------------------ | ---------------- | -------------------- |
| Чоловіки | 89      | 19                 | 55               | 15                   |
| Жінки    | 74      | 10                 | 43               | 21                   |
| Разом    | 163     | 29                 | 98               | 36                   |